# Castleford (Engeland)
Castleford is een plaats in het bestuurlijke gebied City of Wakefield, in het Engelse graafschap West Yorkshire. De plaats telt 37.525 inwoners.

## Geboren
- Henry Moore (1898-1986), kunstenaar

## Foto's

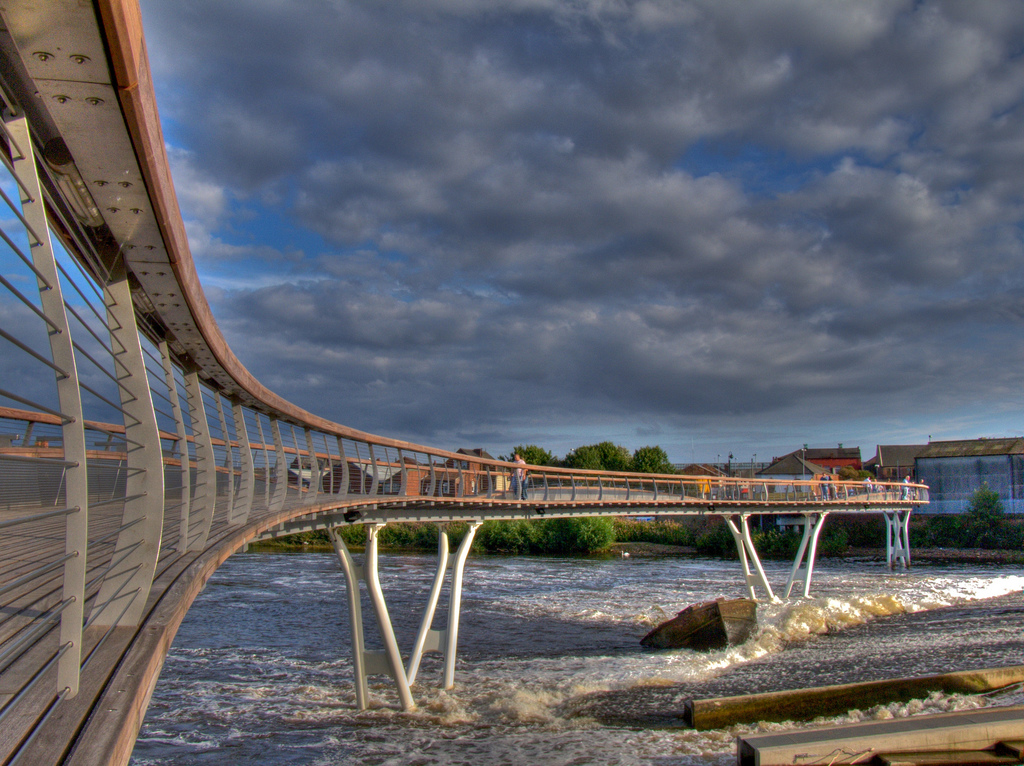
Brug
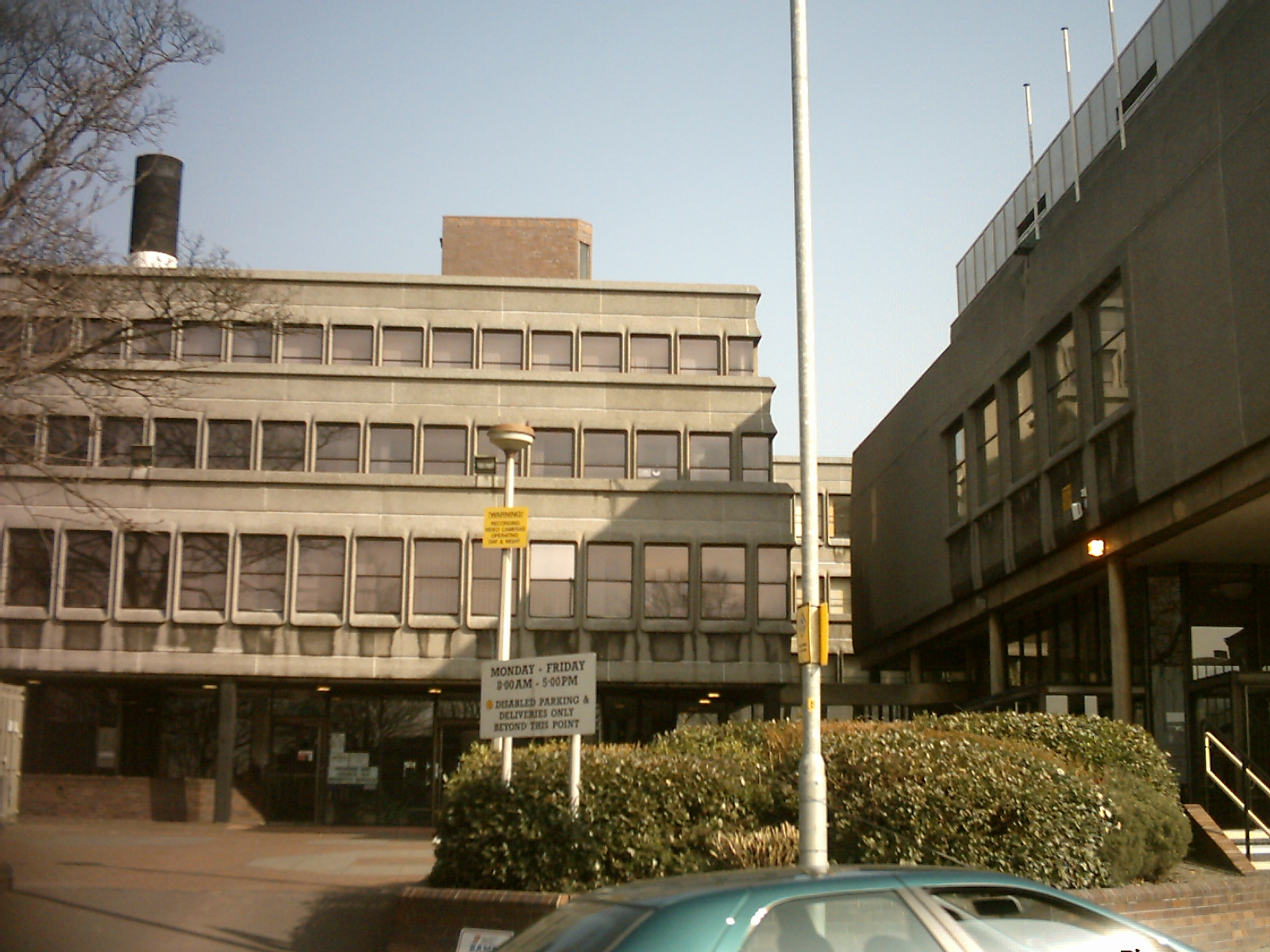
Centrum
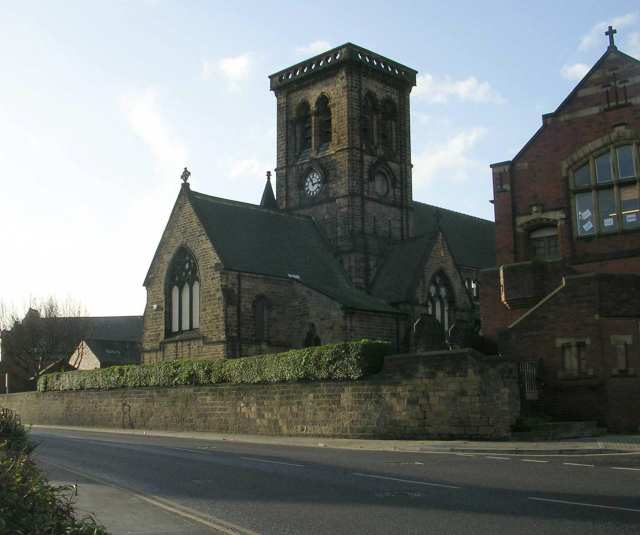
All Saints